# Pierwomajskij (osiedle typu miejskiego w obwodzie tambowskim)
Pierwomajskij (ros. Первомайский) – osiedle typu miejskiego w Rosji, w obwodzie tambowsk, ośrodek administracyjny rejonu pierwomajskiego. W 2010 liczyło 12 654 mieszkańców.